# Olesicampe bimaculata
Olesicampe bimaculata är en stekelart som först beskrevs av Johann Ludwig Christian Gravenhorst 1829.  Olesicampe bimaculata ingår i släktet Olesicampe och familjen brokparasitsteklar. Inga underarter finns listade i Catalogue of Life.